# Kari Øyre Slind
Kari Øyre Slind, née le 22 octobre 1991 est une fondeuse norvégienne licenciée au Oppdal IL.

## Carrière
Elle a débuté en Coupe du monde en mars 2010 à Drammen. Elle marque ses premiers points en décembre de la même année avec une 22e place au sprint de Düsseldorf. En parallèle, elle obtient de très bons résultats chez les juniors en remportant cinq médailles aux championnats du monde de la catégorie dont deux titres en relais en 2010.
Elle redevient sur le devant de la scène mondiale lors de la saison 2015-2016, se classant notamment cinquième du 15 kilomètres libre de Davos.

## Famille
Ses sœurs Silje et Astrid sont également des fondeuses de haut niveau.

## Palmarès

### Coupe du monde
- Meilleur classement général : 20e en 2015-2016.
- Meilleur résultat individuel : 5e.

| Saison / Épreuve | Saison / Épreuve | Général | Général | Distance | Distance | Sprint | Sprint | Tour de ski depuis 2007 | Finales/Canadian Tour depuis 2008 | Nordic Opening depuis 2011 |
| ---------------- | ---------------- | ------- | ------- | -------- | -------- | ------ | ------ | ----------------------- | --------------------------------- | -------------------------- |
| Saison / Épreuve | Saison / Épreuve | Class.  | Points  | Class.   | Points   | Class. | Points | Tour de ski depuis 2007 | Finales/Canadian Tour depuis 2008 | Nordic Opening depuis 2011 |
| 2010-2011        | 2010-2011        | 88e     | 18      | -        | -        | 60e    | 18     | —                       |                                   | —                          |
| 2015-2016        | 2015-2016        | 20e     | 485     | 16e      | 318      |        |        | 18e                     | 15e                               | 16e                        |
| 2016-2017        | 2016-2017        | 59e     | 73      | 37e      | 63       |        |        | —                       | —                                 | 26e                        |
| 2017-2018        | 2017-2018        | 57e     | 95      | 28e      | 95       |        |        | —                       | 32e                               | —                          |
| 2018-2019        | 2018-2019        | 23e     | 334     | 19e      | 174      |        |        | 9e                      | 25e                               | 24e                        |

### Championnats du monde junior
- Hinterzarten 2010 :
  -  Médaille d'or en relais
  -  Médaille de bronze en sprint libre
- Otepää 2011 :
  -  Médaille d'or en relais
  -  Médaille d'argent au 5 kilomètres libre
  -  Médaille d'argent en sprint classique

### Championnats du monde des moinns de 23 ans
- Liberec 2013 :
  -  Médaille de bronze au skiathlon